# Santa Clara (Texas)
Santa Clara é uma cidade localizada no estado norte-americano do Texas, no Condado de Guadalupe.

## Demografia
Segundo o censo norte-americano de 2000, a sua população era de 889 habitantes.
Em 2006, foi estimada uma população de 910, um aumento de 21 (2.4%).

## Geografia
De acordo com o United States Census Bureau tem uma área de
5,4 km², dos quais 5,4 km² cobertos por terra e 0,0 km² cobertos por água.

## Localidades na vizinhança
O diagrama seguinte representa as localidades num raio de 12 km ao redor de Santa Clara.